# Marçal Sintes
Marçal Sintes (Villafranca del Panadés, Barcelona, 1967) es un periodista y profesor universitario español.

## Biografía
Doctor en periodismo, estudió un máster en Dirección de empresas en el ESADE. Actualmente es director del departamento de Periodismo de la Facultad de Comunicación Blanquerna. Formó parte del equipo fundador de la revista Idees, de la Generalidad de Cataluña y de la editorial Dèria. Entre 2012 y 2014 fue el director del CCCB.
Ha colaborado con varios medios de comunicación como El Mundo, El Periódico, Catalunya Ràdio, Tv3 (Las mañanas), Catalunya Ràdio, COMO Radio, y El Singular Digital. El 2010 recibió el premio Trias Fargas de ensayo político.

## CCCB
El 19 de diciembre del 2011 se anunció que sería el próximo director del Centro de Cultura Contemporánea de Barcelona, más conocido como CCCB, en sustitución de Josep Ramoneda. Antes de ser nombrado director, sonaron otros nombres, como los de Francesc-Marc Álvaro, Àngel Castiñeira o incluso Joan Manuel Tresserras.
Su nombramiento tuvo cierta polémica por no haberse celebrado un concurso público para ocupar el cargo y por su carencia de experiencia en el sector de la gestión cultural. Una vez nombrado director, el PP presentó una moción instando a la Diputación Provincial de Barcelona a convocar un concurso público. Su presidente, Salvador Esteve, desestimó la moción.
Según sus propias declaraciones, Sintes aceptó el cargo con «el objetivo que el centro funcione al menos todo lo bien que ha funcionado hasta ahora, es un proyecto consolidado que ha tenido un gran éxito». El mes de febrero de 2012 presentó el programa de 2012, defendiendo un proyecto continuista pero ambicioso.
El octubre de 2014 se anunció que sería sustituido por Vicenç Villatoro, cambio que se hizo efectivo el 31 de diciembre de 2014.

## Publicaciones

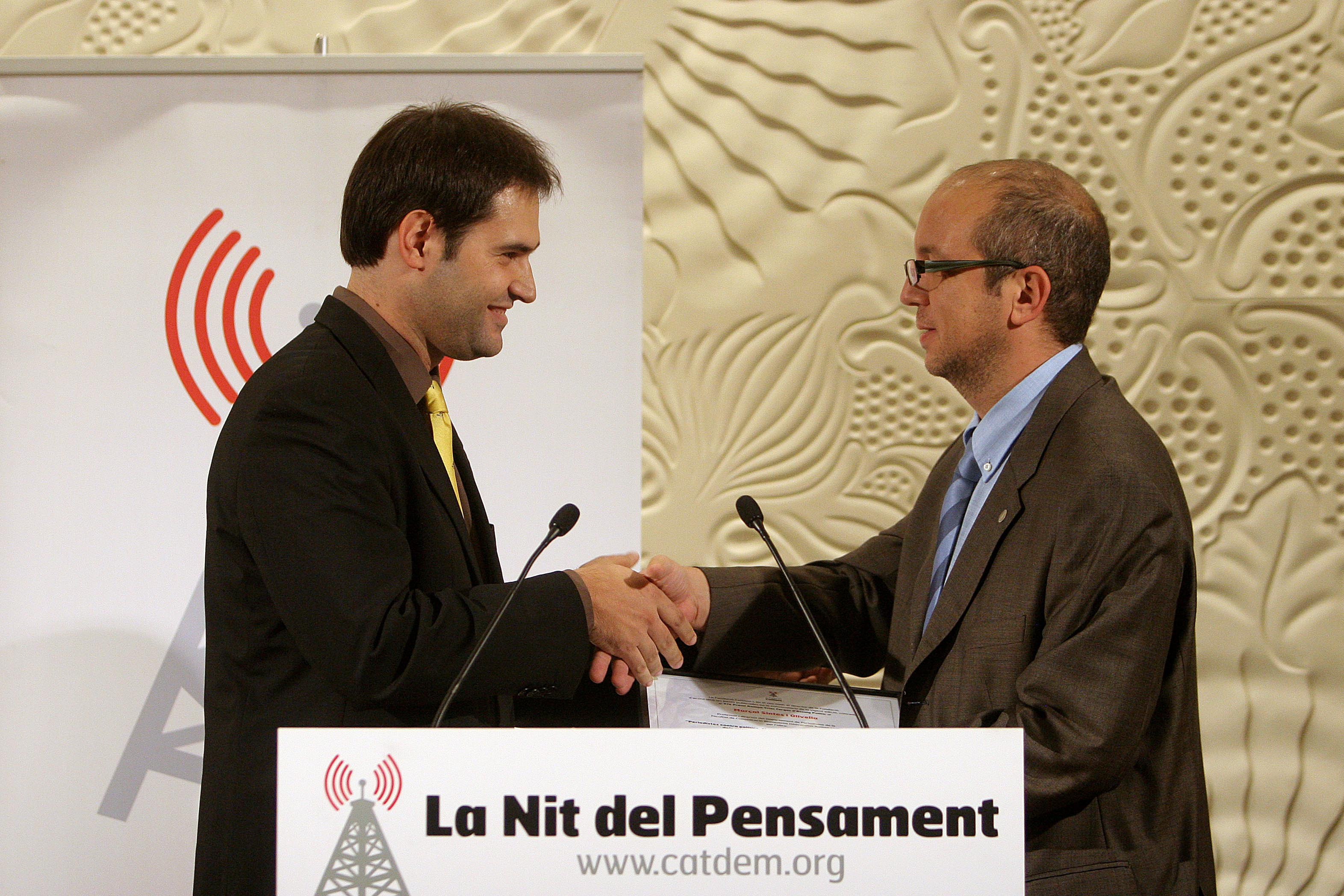
Sintes recibiendo el premio Ramon Trias Fargas

- 2011 - Periodistas contra políticos (Columna)[10]
- 2001 - Qué piensa Ernest Lluch (Obsesión y Proa)[11]

## Premios y reconocimientos
- 2010 - Premio Trias Fargas de ensayo político
- 1995 - Premio Recoge, por un trabajo biográfico sobre Josep Manyé